# エル・アリ隕石
エル・アリ隕石（エル・アリいんせき、英: El Ali meteorite）は、ソマリアで発見された重さが約15.2トンの鉄隕石である。地元において以前よりこの岩の存在は知られていたが、2020年の調査によって隕石であることが判明した。エル・アリ隕石から採取した標本の分析により、新種の鉱物の発見が報告されている。

## 経緯
エル・アリ隕石は、ソマリアのヒーラーン州にあるエル・アリという小さな町から北西におよそ15キロメートル程の位置、石灰岩の渓谷の中で地元のラクダ飼い達がラクダの水や餌を得るために集まる場所にあった。少なくとも5ないし7世代前には、この岩の存在は知られており、伝承や歌、踊り、詩などを通じて受け継いできたという。ラクダ飼い達はこの岩が金属質であることを理解しており、刃物を研ぐための鉄床として利用していた。
2019年9月、Kureym Mining and Rocks Co. という鉱山会社の採鉱職人がオパールを探してその地を訪れた際に、この奇妙な岩が隕石ではないかと気付き、切片をケニヤへ送り分析にかけた。2020年8月、鉱山会社は岩をモガディシュへ移送。ソマリア政府はこの岩を押収し、政府はアルマース大学（Almaas University）の地質学者アブドゥルカディル・アビイカール・フセイン（Abdulkadir Abiikar Hussein）に調査を依頼、鉱山会社の分析も合わせ、9月に隕石であることが確認された。アビイカール・フセインは、政府に隕石を買い上げることを進言したが、政府はこれを断り隕石を鉱山会社へ返却、その後買い手を求めて中国へ送られたという。

## 特徴
隕石の重さは、モガディシュ港湾管理委員会による証書では約15,150キログラム、アビイカール・フセインの調査による推定では約16,800キログラムとなっている。発見時、1つの隕石塊としては史上9番目に重いものであった。大きさは、205センチメートル×128センチメートル×100センチメートルと報告されている。
隕石からは、約90グラムの切片が分析のために採取され、そのうちおよそ70グラムは2つに分割されてアルバータ大学に、残りはデューク大学での分析を経て、7.76グラムがカリフォルニア大学ロサンゼルス校に、9.00グラムがアリゾナ大学へ送られ、この3機関が標本を保有している。分析された隕石切片の断面には、ウィドマンステッテン構造が発達している様子がみられる。また、多数の包有物の中にはトロイライトやリン酸塩などが検出できる。エル・アリ隕石は鉄隕石、その中でも“IAB complex”に分類されている
2022年、エル・アリ隕石切片の分析から、新種の鉱物が発見された。分析を行ったアルバータ大学などの研究者らは、標本の中に珍しい組成の結晶を発見、分析を進めた結果、地球の自然界ではみつかったことがない鉱物であった。みつかった鉱物の中で、まず2種類、“Elaliite”（エルアリ石）と“Elkinstantonite”（エルキンズタントン石）の発見が発表された。Elaliite は隕石そのものの名称に、Elkinstantonite はNASAの小惑星探査機サイキの研究代表者を務めるアリゾナ州立大学のリンディ・エルキンズ＝タントンにちなんでいる。もう1種類、“Olsenite”（オルセン石）という鉱物もみつかっており、こちらはシカゴのフィールド自然史博物館の元鉱物・隕石研究者でこの鉱物の存在を予想したエドワード・オルセンにちなんでいる。